# سیکاندر میرزا
سیکاندر میرزا (ارمنی: Սիկանդար Միրզա؛ انگلیسی: Sikandar Mirza؛ زادهٔ نامعلوم  – درگذشته ۱۶۱۳) بازرگان ارمنی که از حلب به لاهور مسافرت نمود.

## زندگی‌نامه
وی در ۱۶۱۳  درگذشت.